# Johann Heinrich Fischer
Johann Heinrich Fischer, né le 17 juin 1790 à Merenschwand et disparu en juin 1861, est un aubergiste suisse à l'origine du Freiämtersturm, une émeute populaire qui aboutit en 1830 au renversement du gouvernement du canton d'Argovie.

## Biographie
Il est le fils du banneret Johann Caspar Fischer et de son épouse Maria Anna Huober, un couple d'aubergistes. Il suit sa scolarité entre autres au gymnasium de Soleure. À l'âge de 18 ans, il est le maître de l'école de Merenschwand. À sa majorité, il reprend l'affaire de ses parents et arrête l'enseignement. En 1814, il épouse Anna Maria Michel, avec qui il aura dix enfants.
À partir de 1818, Fischer assiste régulièrement aux réunions de la Société helvétique, qui veut un État libéral pour la Confédération. Heinrich Zschokke notamment exerce une influence sur ses idées politiques. En 1829, il est élu au Grand Conseil d'Argovie.
Les habitants catholiques du Freiamt se sentent opprimés par la majorité gouvernementale protestante à Aarau depuis la fondation du canton d'Argovie en 1803. Plusieurs pétitions en 1830 appelant à une charge fiscale plus faible restent sans réponse. Fischer prend la tête du mouvement populaire et appelle à une révision constitutionnelle. Comme le gouvernement la refuse, Fischer lance le mouvement du Freiämtersturm (de). Environ 6 000 personnes armées partent de Merenschwand vers Aarau. Les troupes gouvernementales se rendent sans résistance, le gouvernement est renversé.
Le retour à Merenschwand est une marche triomphale. Le « général Fischer », comme on le surnomme, devient président du Conseil constitutionnel en 1831 et peut concevoir une nouvelle constitution dans un sens libéral. Il s'associe avec les libéraux protestants majoritaires, suscitant un sentiment de trahison chez ses anciens partisans.
Fischer rencontre de nombreuses hostilités. Il se retire de ses fonctions politiques en 1836 et s'installe à Lenzbourg, où se trouvent encore des sympathisants. Il mène une vie solitaire et apparaît peu en public. Il revient occasionnellement à Merenschwand.
Fischer n'est pas présent au mariage de sa fille Joséphine avec Karl Martin Rogg le 27 mai 1861. Un mois plus tard, il disparaît en partant de chez lui.